# Annegret Kramp-Karrenbauer
Annegret Kramp-Karrenbauer (Völklingen, 9 augustus 1962) is een Duitse politica van de Christlich Demokratische Union Deutschlands (CDU). Ze staat in Duitsland ook wel bekend onder haar initialen AKK.
In 1998 was Kramp-Karrenbauer gedurende acht maanden lid van de Bondsdag, waarna zij in 1999 parlementslid werd in de Landdag van de deelstaat Saarland. Van 2000 tot 2018 was ze actief in de regering van Saarland, aanvankelijk als minister van verschillende departementen en van 2011 tot 2018 als minister-president. In laatstgenoemde periode was ze tevens voorzitter van de CDU Saar.
Kramp-Karrenbauer was van februari tot december 2018 secretaris-generaal van de CDU en aansluitend tot januari 2021 partijvoorzitter. In die hoedanigheid werd ze gezien als mogelijke opvolger van Angela Merkel als bondskanselier, maar na povere resultaten bij de Europese parlementsverkiezingen van 2019 en de betrokkenheid van de CDU bij een politieke crisis in de deelstaat Thüringen (2020) besloot Kramp-Karrenbauer haar leiderschap op te geven.
Tussen juli 2019 en december 2021 was Kramp-Karrenbauer bondsminister van Defensie in het kabinet-Merkel IV.

## Levensloop

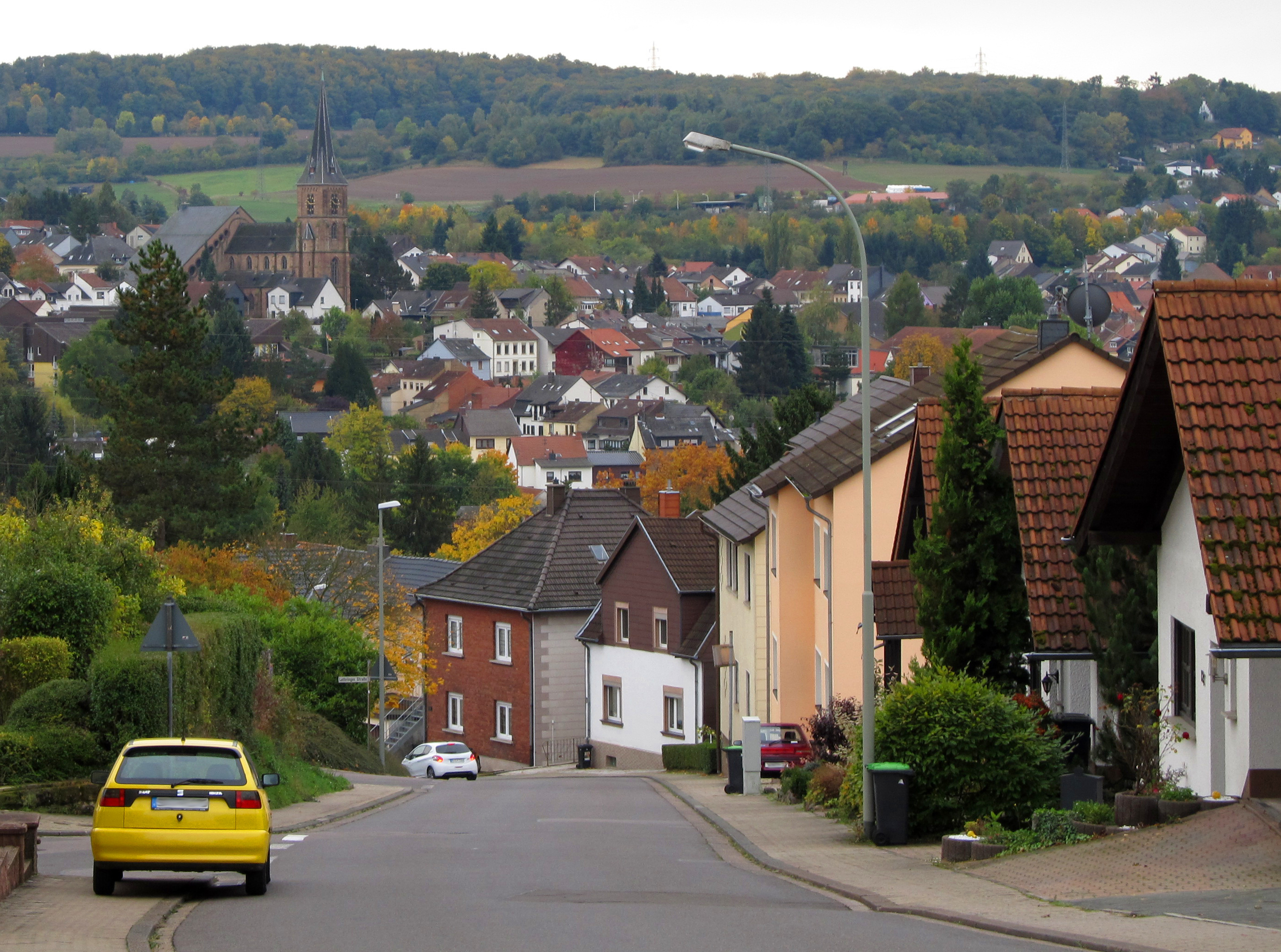
Püttlingen, een klein stadje aan de Frans-Duitse grens waar Annegret Kramp opgroeide

Annegret Kramp werd op 9 augustus 1962 geboren in Völklingen en groeide op in Püttlingen. Haar vader Hans was leraar speciaal onderwijs, haar moeder Else huisvrouw. Tot 1973 zat Kramp op de Viktoria basisschool in Püttlingen. Daarna ging ze naar het Marie-Luise-Kaschnitz-Gymnasium in Völklingen en slaagde in 1982 voor haar eindexamen. Van 1982 tot 1990 studeerde ze politicologie en rechten aan de universiteiten van Trier en Saarbrücken. Ze voltooide haar studie in 1990 met een MA in politicologie en publiekrecht.
Van 1991 tot 1998 was ze beleidsmedewerker en planner voor de CDU Saar. In 1999 was ze persoonlijk adviseur van Peter Müller, toenmalig voorzitter van de CDU-fractie van de Landdag (deelstaatparlement) en later minister-president van Saarland. Ze had hem ontmoet op een bijeenkomst van de Junge Union (JU).
Annegret Kramp-Karrenbauer is rooms-katholiek en is sinds 1984 getrouwd met mijnbouwingenieur Helmut Karrenbauer. Ze hebben drie volwassen kinderen en wonen in Püttlingen.

## Partij- en parlementaire activiteiten

### Politieke loopbaan binnen de CDU (sinds 1981)
Kramp is sinds 1981 lid van de CDU. Van 1985 tot 1988 maakte ze deel uit van het bestuur van de Junge Union in Saarland. In 1985 werd ze voorzitter van de CDU-Stadtverband Püttlingen.
Van 1999 tot 2012 was ze voorzitter van de Vrouwenunie Saar (Frauen-Union Saar) en sinds 2001 is ze plaatsvervangend voorzitter van de landelijke Vrouwenunie van de CDU. In 2010 werd ze verkozen tot het landelijk presidium (Bundespräsidium) van de CDU en twee jaar later werd ze als lid bevestigd met 83,86 procent van de stemmen. Op het landelijk partijcongres van 9 december 2014 kreeg ze met 85,16 procent de meeste stemmen van alle leden. In 2016 werd ze met 85,24 procent bevestigd als lid van het landelijk presidium.
Op 28 mei 2011 werd Kramp-Karrenbauer met een meerderheid van 97,02 procent van de stemmen ook verkozen tot de nieuwe voorzitter van de CDU Saar. Ze was de eerste vrouw in deze functie. Ze volgde Peter Müller op, die deze organisatie 16 jaar had geleid.
Volgens een representatieve enquête van onderzoeksbureau Forsa in december 2017 vond 45 procent van de CDU-leden Kramp-Karrenbauer geschikt als opvolger van Angela Merkel. Op 26 februari 2018 werd ze op een bijzondere CDU-bijeenkomst verkozen tot secretaris-generaal van de CDU. Met een resultaat van 98,87 procent behaalde ze het hoogste aantal stemmen bij de verkiezing van de secretaris-generaal in de geschiedenis van de CDU. Op 7 december 2018 won ze de verkiezingsstrijd tegen Friedrich Merz en werd met een kleine 51,8 procent verkozen tot de partijleider van de CDU.

### Publieke functies en mandaten (1984 tot 2018)

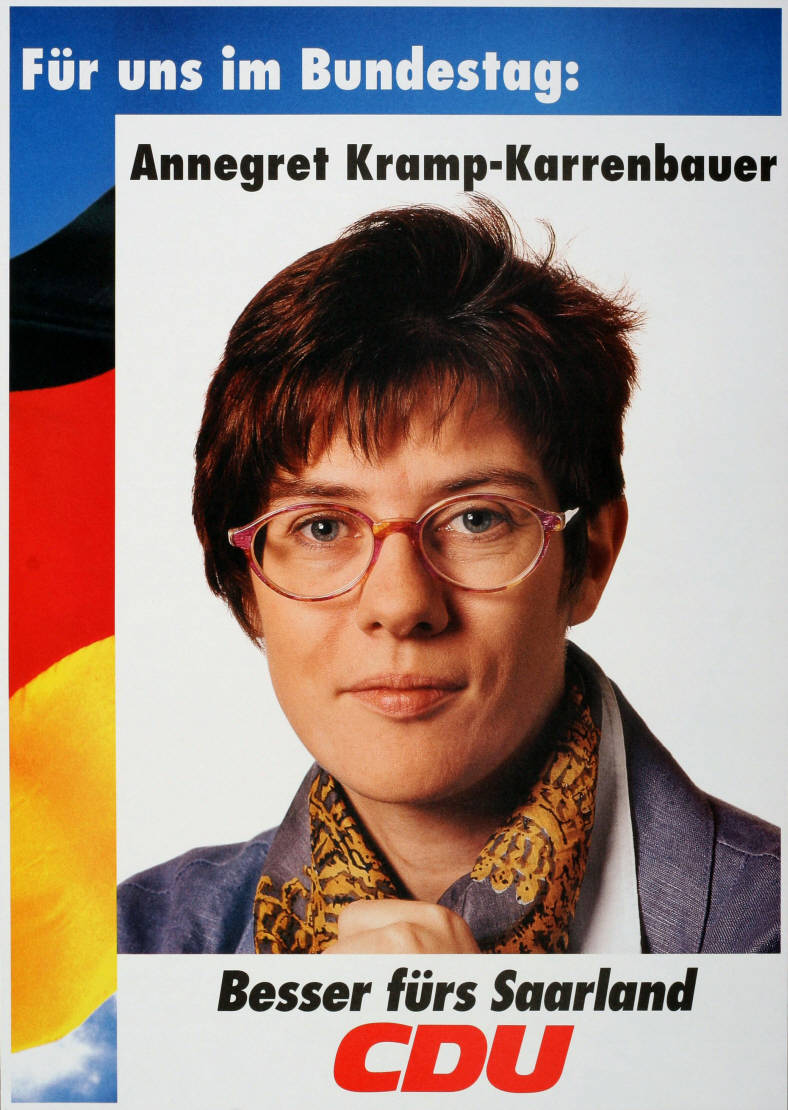
Kramp-Karrenbauer als Bondsdagkandidaat (1994)

Van 1984 tot 2000 en opnieuw van 2009 tot 2011 was Kramp-Karrenbauer lid van de gemeenteraad van Püttlingen.
Op 1 maart 1998 volgde ze Klaus Töpfer tussentijds op in de 13e Bondsdag, maar na de federale verkiezingen later dat jaar verloor ze haar zetel weer.
Van september 1999 tot maart 2018 was ze parlementslid van de deelstaat Saarland. In deze periode leidde ze verschillende ministeries. Van 2000 tot 2004 was ze minister van Binnenlandse Zaken en Sport. Ze werd daarmee de eerste vrouwelijke minister van Binnenlandse Zaken in de geschiedenis van Duitsland. In de daaropvolgende jaren was ze minister van Binnenlandse Zaken, Gezin, Vrouwen en Sport (2004–2007), minister van Onderwijs, Gezin, Vrouwen en Cultuur (2007–2009), en minister van Arbeid, Gezin, Sociale Zaken, Preventie en Sport (2009–2011).
In 2008 bekleedde Kramp-Karrenbauer het roulerend voorzitterschap van de conferentie van ministers van Onderwijs en Cultuur. In 2011 werd ze lid van de Konrad-Adenauer-Stiftung e. V. en beschermheer van de jeugdbeweging van de Talat-Alaiyan-Stiftung. In 2015 werd ze unaniem verkozen tot voorzitter van de Deutsche Volkshochschul-Verband e. V. (DVV), de Duitse vereniging voor volwassenenonderwijs. Kramp-Karrenbauer is ook lid van het centraal comité van Duitse katholieken (ZdK) en is sinds 2017 ambassadeur van de Stiftung pro missio, een stichting van de katholieke kerk. Van 2011 tot 2014 was ze de gevolmachtigde voor culturele zaken van de Bondsrepubliek Duitsland in het kader van de Frans-Duitse samenwerkingsovereenkomst.

### Minister-president van Saarland (2011-2018)

#### De opvolging van Peter Müller
Op 22 januari 2011 kondigde Peter Müller aan dat hij zijn functie als minister-president en ook als voorzitter van de CDU Saar zou neerleggen. Hij droeg Kramp-Karrenbauer voor als opvolger voor beide functies. Ze werd in de tweede stemronde verkozen tot eerste vrouwelijke minister-president van Saarland. In de nieuwe deelstaatregering van Saarland was Kramp-Karrenbauer naast minister-president ook minister van Justitie.

#### Breuk van de Jamaica-coalitie en ontbinding van het parlement van Saarland
De regering van Saarland bestond bij het aantreden van Kramp-Karrenbauer als minister-president uit een coalitie van CDU, FDP en Bündnis 90/Die Grünen, een zogenaamde Jamaica-coalitie. Kramp-Karrenbauer verweet de liberale coalitiepartner FDP in december 2011 openlijk dat vanwege de interne partijruzies in de FDP-fractie Saar, de deelstaatregering niet goed meer kon functioneren. Na verkennende gesprekken met SPD-voorzitter Heiko Maas streefde de CDU onder Kramp-Karrenbauer naar een zogenaamde Grote coalitie. Kramp-Karrenbauer kondigde vervroegde parlementsverkiezingen aan. Het parlement van Saarland werd op 26 januari 2012 met de vereiste tweederdemeerderheid ontbonden.

#### Verkiezingsoverwinning als “CDU-spitzenkandidaat” bij nieuwe verkiezingen

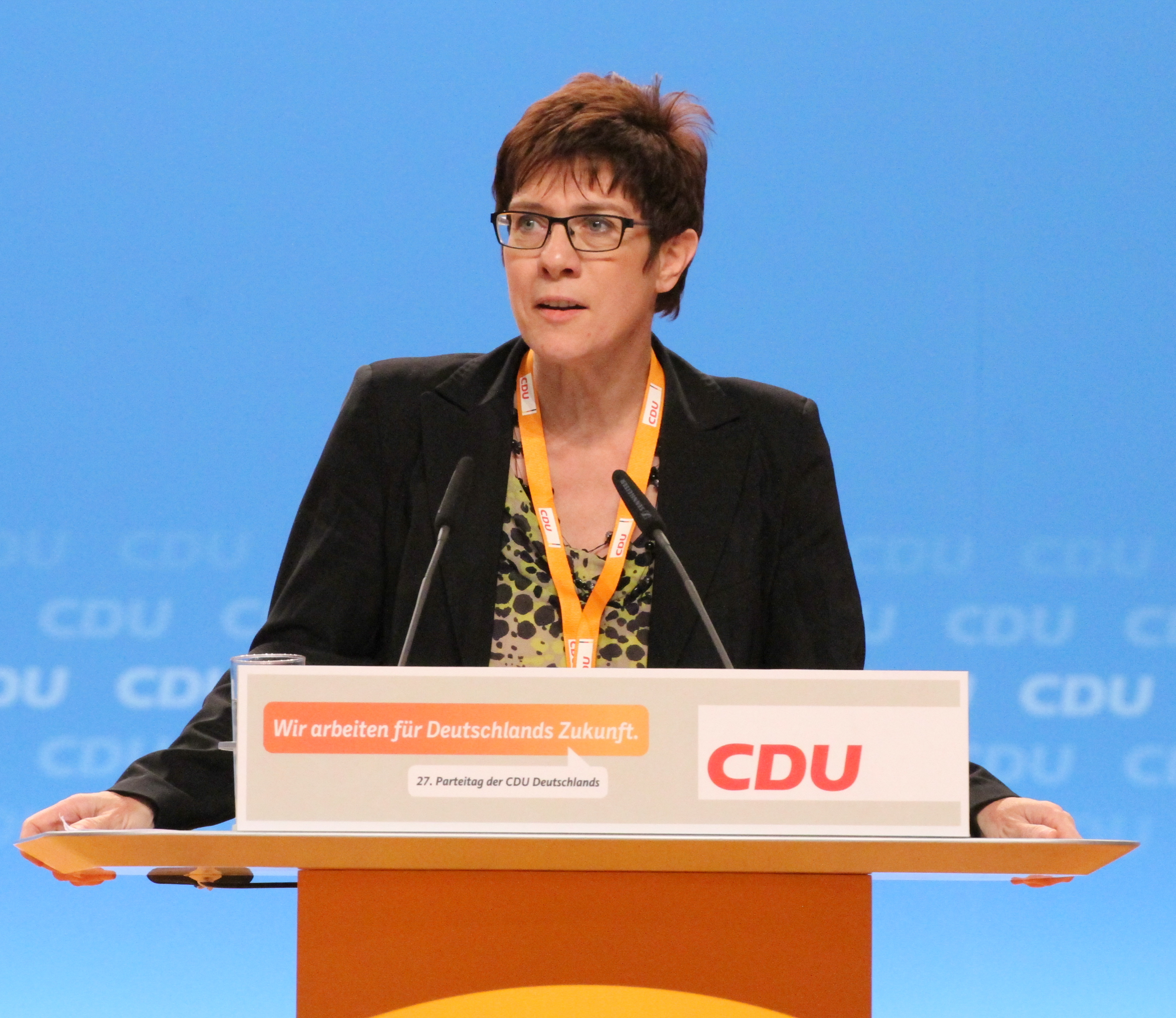
Kramp-Karrenbauer op de CDU-partijdag in Keulen, 2014

Op 11 februari 2012 werd Kramp-Karrenbauer op een bijeenkomst van CDU-afgevaardigden in Saarbrücken met 98 procent van de stemmen verkozen tot CDU-spitzenkandidaat. De CDU van Kramp-Karrenbauer behaalde 35,2 procent van de stemmen en ging zelfs met 0,7 procentpunt vooruit in vergelijking met de deelstaatverkiezingen van 2009.

#### Minister-president van een grote coalitie (2012–2017)
Ondanks dat de eerste verkennende gesprekken tussen CDU en SPD mislukten, wilden Kramp-Karrenbauer en Heiko Maas van de SPD een grote coalitie vormen. Op 24 april 2012 bereikten CDU en SPD overeenstemming over een gezamenlijk regeerakkoord en de samenstelling van het toekomstige kabinet. Elke partij kreeg drie ministersposten in de zogenaamde nieuwe zwart-rode deelstaatregering. Kramp-Karrenbauer was naast minister-president ook verantwoordelijk voor het ministerie van Wetenschap. Op 9 mei 2012 werd Kramp-Karrenbauer herkozen als minister-president van Saarland.

#### Herverkiezing en voortzetting van de grote coalitie (2017–2018)
Voor de deelstaatverkiezingen op 26 maart 2017 werd Kramp-Karrenbauer met 98,4 procent van de stemmen verkozen tot de spitzenkandidaat. De CDU won de verkiezing met 40,7 procent verrassend ruim van de SPD en ging er met 5,5 procent sterk op vooruit. Met 24 zetels in het nieuwe deelstaatparlement had de christendemocratische partij slechts twee mandaten te weinig voor de absolute meerderheid. CDU en SPD besloten hun coalitie voort te zetten. Kramp-Karrenbauer werd voor de derde keer verkozen tot minister-president van Saarland. In de door haar geleide deelstaatregering nam Kramp-Karrenbauer ook weer het ambt van minister van Wetenschap en Technologie op zich.
Nadat ze was verkozen tot secretaris-generaal van de CDU, stapte Kramp-Karrenbauer in februari 2018 definitief over naar de landelijke politiek. Ze kondigde daarom haar ontslag als minister-president aan met ingang van 28 februari 2018 om 23:59 uur.

## Overgang naar de landelijke politiek

### Secretaris-generaal van de CDU (2018)
Op het landelijk partijcongres van de CDU in Berlijn op 26 februari 2018 werd ze met 98,87 procent van de stemmen tot secretaris-generaal van de partij gekozen. De toenmalige CDU-voorzitter Angela Merkel had haar op 19 februari 2018 genomineerd voor deze functie. Na haar aantreden als secretaris-generaal steunden het presidium en het landelijk bestuur van de CDU unaniem het voorstel van Kramp-Karrenbauer om voor december 2020 een nieuwe beleidsagenda voor de partij uit te werken.

### CDU Bondsvoorzitter (2018–2021)
Nadat de toenmalige CDU-voorzitter Angela Merkel op 29 oktober 2018 aankondigde dat ze zich niet langer kandidaat zou stellen voor de functie van partijvoorzitter, kondigde Kramp-Karrenbauer aan dat ze haar kandidatuur zou indienen als opvolger van Merkel aan het hoofd van de partij.
Op het landelijk CDU-congres van 7 december 2018 won Kramp-Karrenbauer bij de tweede en beslissende ronde met een absolute meerderheid van 51,75 procent van de uitgebrachte stemmen van Friedrich Merz, die 48,25 procent van de stemmen kreeg. Op dezelfde partijdag werd de functie van secretaris-generaal toegekend aan Paul Ziemiak.
Onder leiding van Kramp-Karrenbauer wisten de twee zusterpartijen CDU en CSU voor het eerst overeenstemming te bereiken over een gezamenlijk Europees verkiezingsprogramma. Bovendien nomineerden de twee partijen voor het eerst gezamenlijk een EVP-spitzenkandidaat voor het Europees Parlement, namelijk Manfred Weber.
Kramp-Karrenbauer kondigde op 10 februari 2020 aan zich in 2021 niet kandidaat te stellen voor het kanselierschap en in de loop van het jaar terug te treden als bondsvoorzitter van de CDU. Aanleiding was het slechte resultaat van de partij bij de Europese parlementsverkiezingen van 2019 en de kritiek die ze kreeg op haar aanpak van de politieke crisis in de deelstaat Thüringen, waar de CDU Thomas Kemmerich (FPD) tot minister-president verkoos en daarin gesteund werd door de radicaal-rechtse partij AfD. Het doorbreken van het taboe om met de AfD samen te werken, werd gezien als onvergeeflijk. Kemmerich trad door de ophef na één dag al af. De verkiezing van de nieuwe CDU-partijleider was gepland voor de tweede helft van 2020 tijdens een bijzondere partijbijeenkomst, maar werd uitgesteld vanwege de coronapandemie. Uiteindelijk bekleedde Kramp-Karrenbauer het partijleiderschap nog tot januari 2021, toen Armin Laschet als haar opvolger werd gekozen.

### Minister van Defensie (2019–2021)
In 2019 werd Kramp-Karrenbauer door bondskanselier Merkel voorgedragen als minister van Defensie in het kabinet-Merkel IV. Deze functie kwam vrij wegens het aftreden van partijgenoot Ursula von der Leyen, die voorzitter van de Europese Commissie zou worden. Kramp-Karrenbauer werd op 17 juli 2019 officieel benoemd en op 24 juli 2019 in een speciale zitting van het parlement beëdigd door de voorzitter van de Duitse Bondsdag, Wolfgang Schäuble. Ze behield het ministerschap tot 8 december 2021, toen een nieuwe bondsregering aantrad zonder de CDU.

## Huldigingen en onderscheidingen
Kramp-Karrenbauer heeft tot nu toe de volgende onderscheidingen ontvangen:
- 2008: Eerbewijs van de Technisches Hilfswerk (THW) Duitsland in zilver
- 2014: Commandeur in de Orde van de Academische Palmen van Frankrijk
- 2014: Carnavalsonderscheiding “Lachender Amtsschimmel” van de Duitse ambtenarenbond DBB Beamtenbund und Tarifunion
- 2015: Carnavalsonderscheiding “Orden wider den tierischen Ernst” van een carnavalsvereniging uit Aken
- 2015: “Elsie-Kühn-Leitz-Preis” van de vereniging van Frans-Duitse maatschappijen voor Europa
- 2016: Officier de l’Ordre national de la Légion d’honneur (Nationale orde van het Legioen van Eer)
- 2017: SignsAward in het domein “politicus van het jaar”
- 2018: Carnavalsonderscheiding “Ranzengardist” van een carnavalsvereniging uit Mainz
- 2018: Negatieve onderscheiding “miss homofobie”

- Gemeinsame Normdatei: 1037983726
- International Standard Name Identifier: 0000 0004 1719 215X
- Library of Congress Control Number: n2019026133
- Nationale Bibliotheek van Polen: a0000003740228
- Virtual International Authority File: 305118840
- WorldCat: E39PBJhX8GKFHMfBGvPtDTxxDq